# Zawiść (Pokój)
Zawiść (deutsch Zawisc, auch Sierobade, 1936–1945 Winterfeld) ist eine Ortschaft in Oberschlesien. Zawiść liegt in der Gemeinde Pokój im Powiat Namysłowski in der polnischen Woiwodschaft Oppeln.

## Geographie

### Geographische Lage
Zawiść liegt im nordwestlichen Teil Oberschlesiens. Zawiść liegt etwa 13 Kilometer nordöstlich vom Gemeindesitz Pokój, etwa 26 Kilometer südöstlich der Kreisstadt Namysłów und 44 Kilometer nördlich von der Woiwodschaftshauptstadt Oppeln.
Nördlich und südlich des Dorfes liegen weitläufige Waldgebiete, die zum Landschaftsschutzpark Stobrawski gehören. Südlich des Dorfes fließt der Stober, ein rechter Nebenfluss der Oder.

### Nachbarorte
Nachbarorte von Zawiść sind im Osten Szum (Schumm) und im Südwesten Kopalina (Kopaline).

## Geschichte

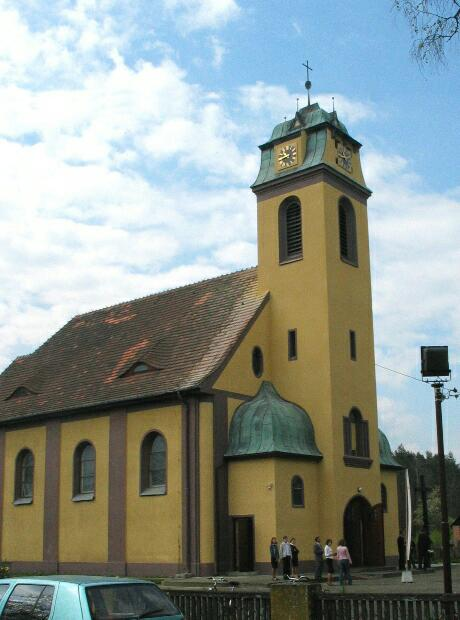
Kirche St. Josef

Der Ort wurde 1386 als Chirarchici erwähnt. 1532 erfolgte eine Erwähnung als Sowitzitz. Der Ortsname leitet sich von der Bestimmung der Gegend ab und bedeutet in etwa Zankplatz.
Nach dem Ersten Schlesischen Krieg 1742 fiel Zawisc mit dem größten Teil Schlesiens an Preußen. 1785 wird der Ort als Sawiscz erwähnt.
Nach der Neuorganisation der Provinz Schlesien gehörte die Landgemeinde Zawisc ab 1816 zum Landkreis Oppeln im Regierungsbezirk Oppeln. 1804 wird der Ort als Sawitsch erwähnt. 1837 wurde eine Schule im Ort eingerichtet. 1845 bestanden im Dorf eine katholische Schule, eine Mühle, eine Waldwärterei sowie weitere 34 Häuser. Im gleichen Jahr lebten in Zawisc 294 Menschen, davon 21 evangelisch. 1874 wurde der Amtsbezirk Dombrowka gegründet, zu dem Zawisc eingegliedert wurde.
Bei der Volksabstimmung in Oberschlesien am 20. März 1921 stimmten in Zawisc 384 Wahlberechtigte für einen Verbleib bei Deutschland und 40 für Polen. Zawisc verblieb beim Deutschen Reich. 1925 wurde die Freiwillige Feuerwehr im Dorf gegründet. 1933 lebten im Ort 882 Menschen. Am 19. Mai 1936 wurde der Ortsname in Winterfeld O.S. geändert. 1939 hatte Winterfeld 862 Einwohner. Bis 1945 befand sich der Ort im Landkreis Oppeln.
1945 kam der bisher deutsche Ort Winterfeld unter polnische Verwaltung und wurde in Zawiść umbenannt und der Woiwodschaft Schlesien angeschlossen. 1950 kam der Ort zur Woiwodschaft Oppeln. 1999 kam der Ort zum Powiat Namysłowski.

## Sehenswürdigkeiten
- Die römisch-katholische Kirche St. Josef (poln. Kościół św. Józefa Robotnika) wurde 1927 erbaut. Die Einweihung des Gotteshauses fand am 30. November 1927 statt. Der Kirchenbau kostete insgesamt 62.000 Reichsmark.[2]
- Gedenkstein mit Namenstafel für die Gefallenen der beiden Weltkriege
- Backsteinkapelle an der ul. Odrodzenia Polski
- Wegekreuz an der ul. Odrodzenia Polski

## Vereine
- Freiwillige Feuerwehr OSP Zawiść